# آزادی از ترس (نقاشی)
آزادی از ترس آخرین نقاشی رنگ روغن از مجموعهٔ آزادی‌های چهارگانه اثر هنرمند آمریکایی، نورمن راکول است. این مجموعه براساس اهداف سخنرانی چهارگانهٔ فرانکلین روزولت که تحت عنوان سخنرانی وضعیت کشور آمریکا در ۶ ژانویهٔ ۱۹۴۱ در برابر کنگرهٔ آمریکا ایراد شده، کشیده شده‌است. این اثر در شمارهٔ ۱۳ مارس ۱۹۴۳ مجلهٔ ستردی ایونینگ پست و با همراهی جستاری از استیون وینسنت بنت منتشر شد. این نقاشی اغلب به این صورت توصیف می‌شود که هم‌زمان با تهاجم بلیتس (حملهٔ هوایی آلمان نازی به بریتانیای کبیر) در آن‌سوی اقیانوس اطلس، کودکان آمریکایی با همراهی والدین‌شان به رخت‌خواب می‌روند.

## پیشینه
آزادی از ترس چهارمین نقاشی رنگ و روغن مجموعهٔ آزادی‌های چهارگانه اثر نورمن راکول است. این نقاشی از سخنرانی وضعیت کشور آمریکا فرانکلین روزولت و مشهور به آزادی‌های چهارگانه، که در ۶ ژانویهٔ ۱۹۴۱ در برابر کنگرهٔ هفتادوهفتم آمریکا ایراد شده، الهام گرفته‌است. در اوایل دههٔ ۱۹۴۰، آزادی‌های چهارگانه‌ای که روزولت مطرح کرد، برای بسیاری هنوز مبهم و انتزاعی به‌نظر می‌آمد، اما دولت‌مردان از آن‌ها برای تقویت میهن‌دوستی استفاده کردند. موضوع آزادی‌های چهارگانه بعدتر به بیانیهٔ جنگ جهانی دوم کشورهای متفق، منشور آتلانتیک، راه یافت و بخشی از منشور سازمان ملل متحد شد. این مجموعه نقاشی‌ها به همراه جستارهایی از نویسندگان برجسته، طی چهار هفتهٔ متوالی، در ستردی ایونینگ پست منتشر شد: آزادی بیان (۲۰ فوریه)، آزادی پرستش (۲۷ فوریه)، آزادی از فقر (۶ مارس) و آزادی از ترس (۱۳ مارس). نهایتاً پوستر نقاشی‌های این مجموعه به صورتی وسیع منتشر و به ابزاری در دست دولت ایالات متحده برای فروش اوراق قرضه جنگی مبدل شد.
«چهارمین آزادی، آزادی از ترس است که به زبان اصطلاحات جهانی، به معنای کاهش جهانیِ جنگ‌افزارهاست، به گونه و تا اندازه‌ای که هیچ ملتی در موقعیتی قرار نگیرد که دست به تجاوز فیزیکی به همسایگانش بزند، در همه‌جای جهان.»
بلیتس دوره‌ای از بمباران راهبردی پایدار بریتانیا به دست آلمان در طول جنگ جهانی دوم بود. بین ۷ سپتامبر ۱۹۴۰ تا ۲۱ مهٔ ۱۹۴۱، شانزده شهر انگلستان تحت حمله‌های هوایی بزرگ قرار گرفتند. از ۷ سپتامبر ۱۹۴۰، لندن به مدت ۵۷ شب متوالی به دست نیروی هوایی آلمان نازی بمباران شد. در مجموع، در طول دورهٔ بلیتس بیش از یک میلیون خانه در لندن آسیب دید یا نابود شد و بیش از ۴۰٬۰۰۰ نفر از افراد غیرنظامی کشته شدند که تقریباً نیمی از آن‌ها در لندن بودند.
این نقاشی تنها نقاشی از مجموعهٔ آزادی‌های چهارگانه است که پیش از مأمور شدن راکول به کشیدن این مجموعه، کشیده شده‌است. این نقاشی در اصل برای به‌تصویر درآوردن نبرد بریتانیا کشیده شد، اما تا زمان انتشار در ستردی ایونینگ پست، منتشر نشده بود. وزارت خزانه‌داری ایالات متحده آمریکا نقاشی‌های چهارگانهٔ راکول را پس از انتشارشان در ۱۹۴۳، در سراسر کشور به نمایش گذاشت. در مجموع این نمایش‌ها بیش از ۱۳۰٬۰۰۰٬۰۰۰ دلار اوراق قرضه جنگی فروخته شد. این نقاشی‌ها به صورت تمبر یادبود نیز منتشر شدند و در طول این نمایش‌ها به فروش رسیدند.

## توصیف
نقاشی کودکانی را نشان می‌دهد که در آرامش در رخت‌خواب‌شان، فارغ از غوغای جهان، خوابیده‌اند و والدین‌شان به آن‌ها نگاه می‌کنند. مادرشان رویشان را می‌کشد، درحالی‌که پدرشان روزنامه‌ای در دست دارد که خبر از وحشت از جنگی در حال گسترش می‌دهد. بااین‌همه، پدر، توجهش، به‌جای تیترهای هشداردهنده، به فرزندانش است. از نگاهی دیگر، کودکان پیش‌تر خوابیده‌اند و والدین، پیش از آن‌که به رخت‌خواب بروند، به آن‌ها که در تختی مشترک خوابیده‌اند، سرکشی می‌کنند. پدر به عنوان «ناظر کلاسیک راکول» ظاهر می‌شود و نقش تماشاگر را در نقاشی ایفا می‌کند. از آن‌جایی که او عینکش را نیز در دست دارد، می‌توان فهمید که او خواندن روزنامهٔ بنینگتون بنر را به پایان رسانده‌است. تیتر روزنامهٔ «بمباران… اصابت وحشت» خوانده می‌شود که به بمباران بلیتس اشاره دارد. در پس‌زمینه راهرویی روشن و راه‌پله‌ای که به طبقهٔ پایین راه دارد، دیده می‌شود.
به گفتهٔ راکول، که اهمیت چندانی برای این اثر قائل نبود، این اثر «براساس ایده‌ای نسبتاً کوته‌نظرانه بنا شده بود. نقاشی در طول بمباران لندن می‌خواست بگوید: خدا را شکر که ما می‌توانیم کودکان‌مان را با احساس امنیت به رخت‌خواب ببریم و می‌دانیم که آن‌ها در طول شب کشته نخواهند شد.»

## خلق اثر
مدل‌های نقاشی عبارتند از جیم مارتین، خانم ادگار لورنس (دوروتی) و دو فرزندِ والتر اسکوایرز (نجّارِ نورمن راکول) هستند که همگی، همسایه‌های راکول در آرلینگتون ورمانت بودند. بنا به درخواست راکول، روزنامهٔ بننینگتون بنر نسخه‌ای ساختگی برای این نقاشی تهیه کرد. آزادی از ترس در شمارهٔ ۱۳ مارس ۱۹۴۳ مجلهٔ ستردی ایونینگ پست و به همراه جستاری از استیون وینسنت بنت به عنوان بخشی از مجموعهٔ آزادی‌های چهارگانه منتشر شد. استیون بنت (شاعر و رمان‌نویس) اتفاقاً در همان روز انتشار نقاشی و جستار درگذشت.

## بررسی انتقادی
این نقاشی گاهی بیش‌ازحد صمیمی توصیف شده‌است؛ هم چیدمان وسایل و هم نورپردازی اثر در ایجاد این صمیمیت سهیم هستند. دبورا سولومون این صحنه را دارای «احساسی چون فضایی فرانسوی با حسی دوست‌داشتنی از هنر سطح‌بالا» دانسته‌است. بروس کول از وال‌استریت جورنال گفته‌است «این‌گونه ارجاع به جنگ، از آن‌جا که اشارهٔ خاصی به ترس یا برنامهٔ خلع سلاح روزولت نمی‌کند، بسیار ویژه است. تنها کاری که راکول نکرده این است که دست‌هایش را دور این فضای انتزاعیِ باروح نگرفته‌است.»

## یادداشت
1. ↑  "Bombings Ki … Horror Hit"
2. ↑  Jim Martin
3. ↑  Mrs. Edgar Lawrence
4. ↑  Walter Squires
5. ↑  Deborah Solomon
6. ↑  Bruce Cole